# 南鹿兒島車站
南鹿兒島站（日语：／ Minami-kagoshima eki */?）是一位於日本鹿兒島縣鹿兒島市南郡元町27番地18號，九州旅客鐵道（JR九州）指宿枕崎線沿線的鐵路車站。除了隸屬於JR九州的鐵路車站之外，在站前廣場上也可見到鹿兒島市電（隸屬於鹿兒島市交通局）1系統的電車站牌，南鹿兒島站前停留場（南鹿児島駅前停留場）。

## 車站結構

### JR九州
島式月台1面2線的地面車站。站舍與月台以站內平交道聯絡。

#### 月台配置
| 月台 | 路線        | 方向 | 目的地                 |
| ---- | ----------- | ---- | ---------------------- |
| 1    | ■指宿枕崎線 | 下行 | 喜入、指宿、枕崎方向   |
| 2    | ■指宿枕崎線 | 上行 | 鹿兒島中央、鹿兒島方向 |

### 鹿兒島市交通局
對向式月台2面2線。

## 車站週邊設施
- 紫原陸橋
- 國道225號線
- 産業道路入口
- 志學館中等部、高等部
- 鹿兒島市立南小學
- 鹿兒島市立南中學
- 宮崎太陽銀行鹿兒島南支店
- 大勝病院
- 仁愛會病院
- 尾辻病院
- 真言宗最福寺
- 自遊空間南鹿兒島店（大型複合咖啡店）
- i-cafe鹿兒島店（大型網吧）
- 鹿兒島第二合同廳舎：鹿兒島地方氣象台、第十管區海上保安本部
- 國家公務員宿舎
- びっくりドンキー
- 炸豬排濱勝
- Yamada Denki鹿兒島南店
- 春苑堂
- 鹿兒島女子短大
- 鹿兒島市營巴士、鹿兒島交通巴士總站

## 利用狀況
- 九州旅客鉄道
  - 南鹿兒島站[2]

| 年度   | 日平均 搭車人數 |
| ------ | --------------- |
| 2000年 | 1,323           |
| 2001年 | 1,384           |
| 2002年 | 1,378           |
| 2003年 | 1,351           |
| 2004年 | 1,403           |
| 2005年 | 1,400           |
| 2006年 | 1,400           |
| 2007年 | 1,374           |
| 2008年 | 1,386           |
| 2009年 | 1,134           |
| 2010年 | 1,126           |
| 2011年 | 1,311           |
| 2012年 | 1,331           |
| 2013年 | 1,334           |
| 2014年 | 1,267           |
| 2015年 | 1,275           |
| 2016年 | 1,263           |
| 2017年 | 1,295           |
| 2018年 | 1,317           |

- 鹿児島市交通局
  - 南鹿兒島站前電車站

| 日均搭乘人數 | 日均搭乘人數 |
| 年度         | 日平均人数   |
| ------------ | ------------ |
| 2010年       | 1,400        |
| 2011年       | 1,411        |
| 2012年       | 1,392        |
| 2013年       | 1,400        |
| 2014年       | 1,369        |
| 2015年       | 1,326        |

## 历史
- 1912年（大正元年）12月1日 - 隸屬於市電（當時稱鹿兒島電氣軌道）系統的競馬場前站啟用。
- 1944年（昭和19年）10月1日 - 鐵路車站啟用。
- 1956年（昭和31年）10月1日 - 市電車站改稱南港入口。
- 1967年（昭和43年）1月1日 - 市電車站改稱南鹿兒島站前。

## 相鄰車站
九州旅客鐵道（JR九州）
指宿枕崎線
■快速「油菜花」、■普通
郡元－南鹿兒島－宇宿
鹿兒島市交通局
鹿兒島市電1系統
淚橋－南鹿兒島站前－二軒茶屋

## 外部連結
- 南鹿兒島車站（页面存档备份，存于）（日語）